# Franz Xaver Winterhalter

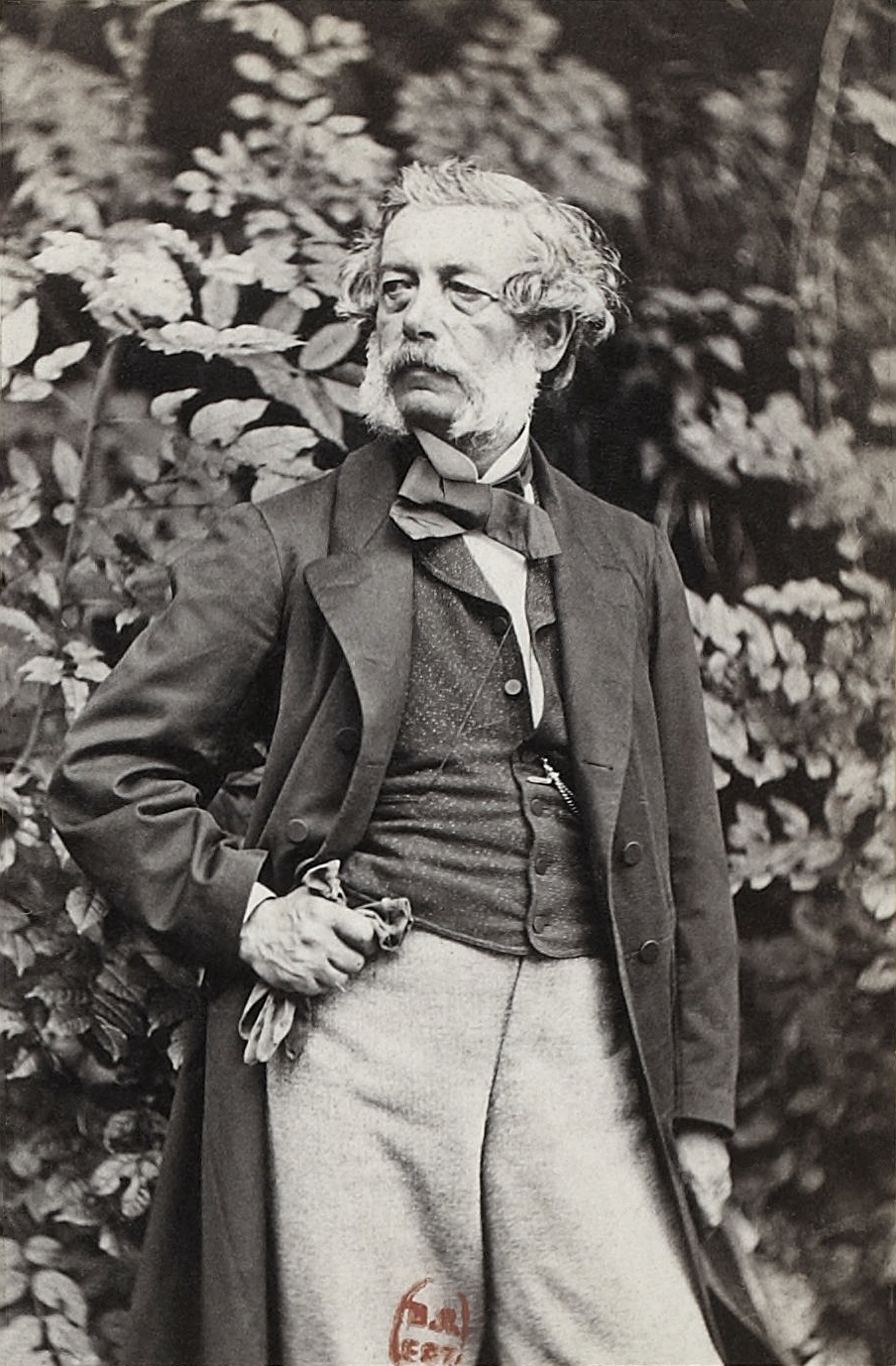
Franz Xaver Winterhalter, ca.1865

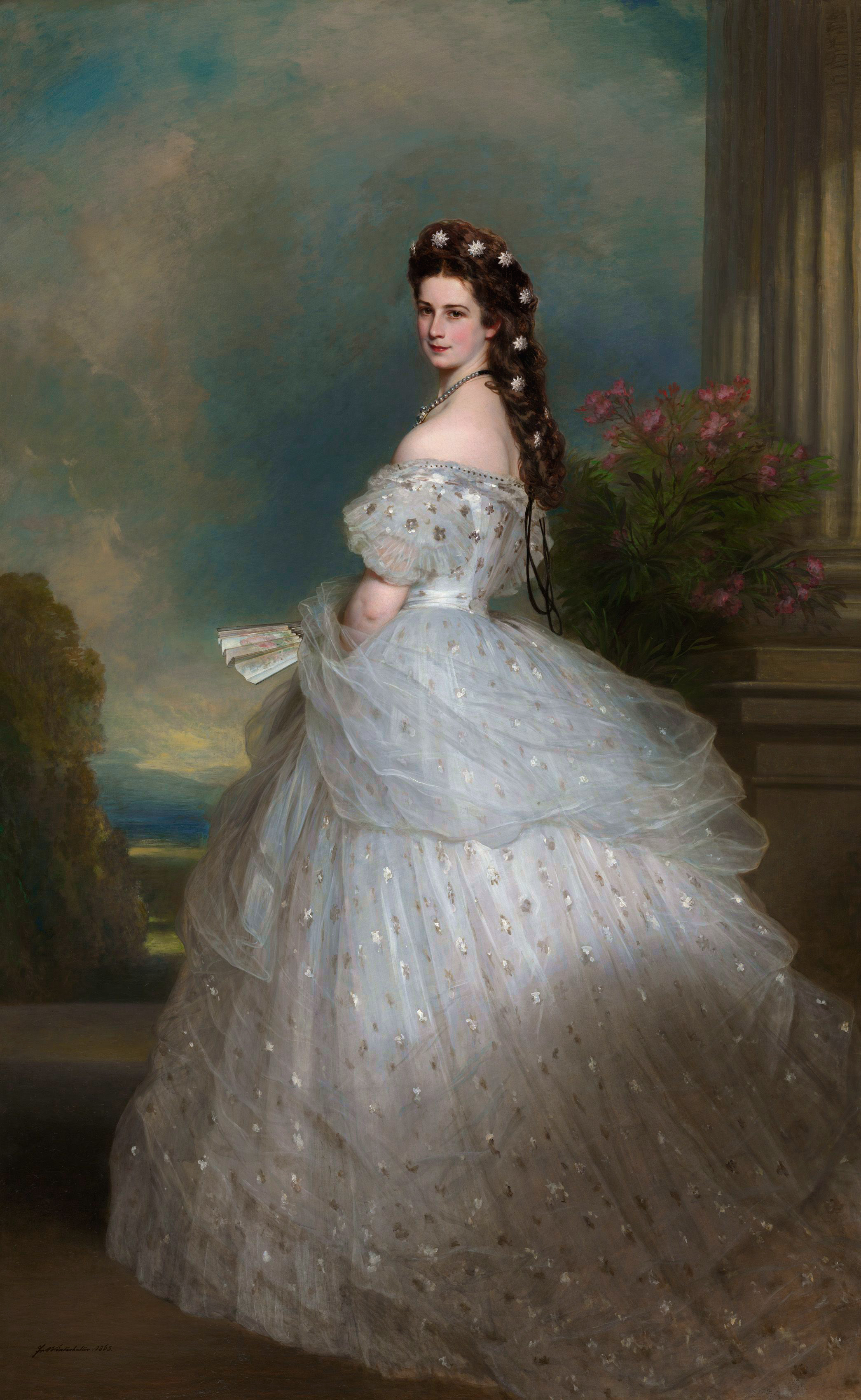
Keizerin Elisabeth

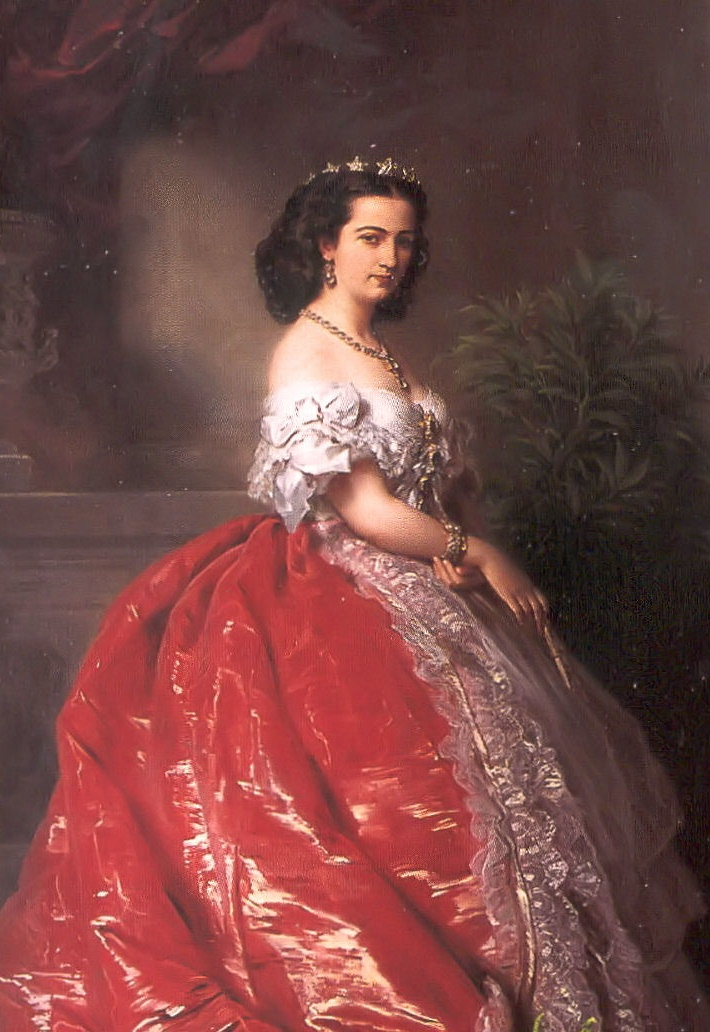
Damesportret; Prinses Mathilde van Frankrijk

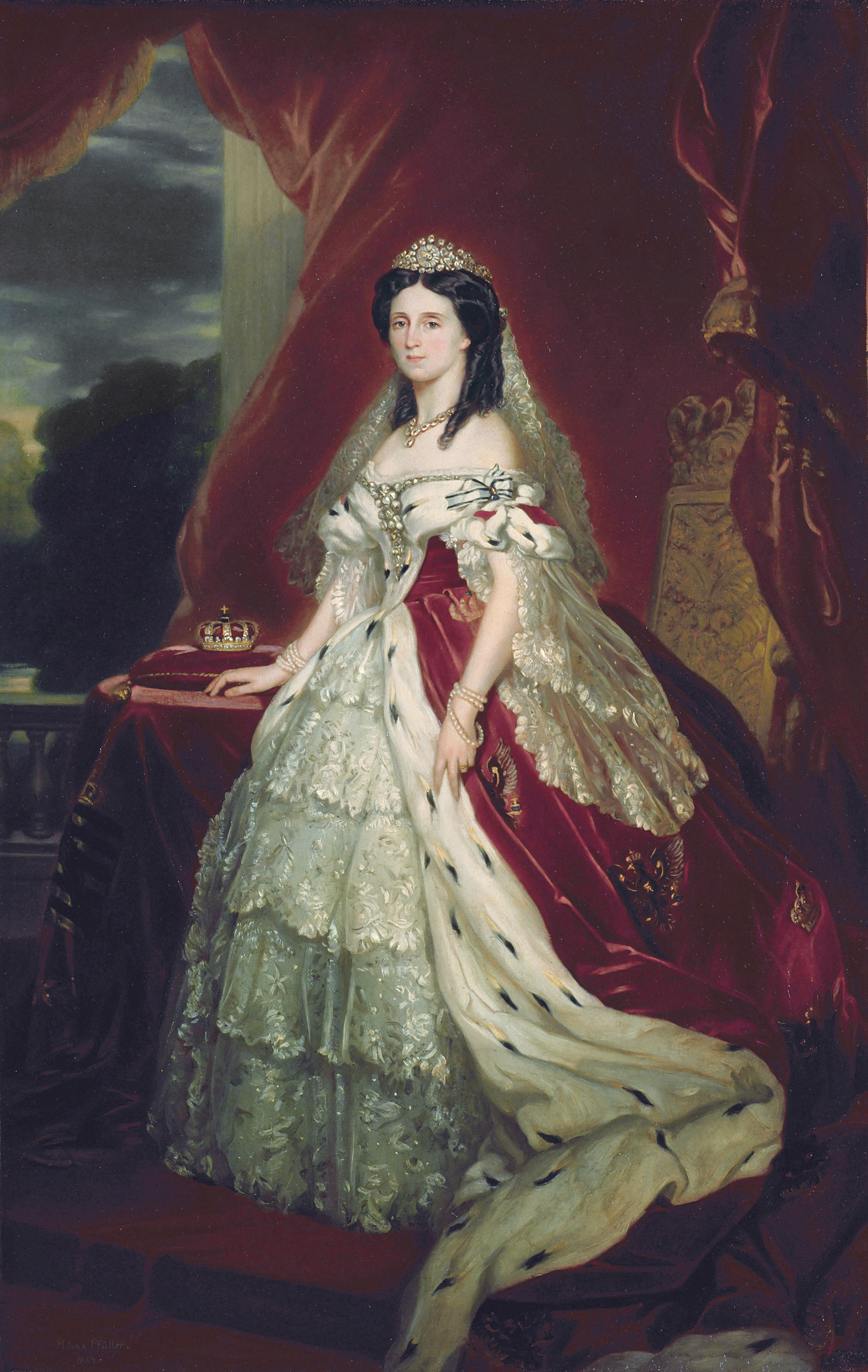
Augusta, Duits Keizerin en Koningin van Pruisen

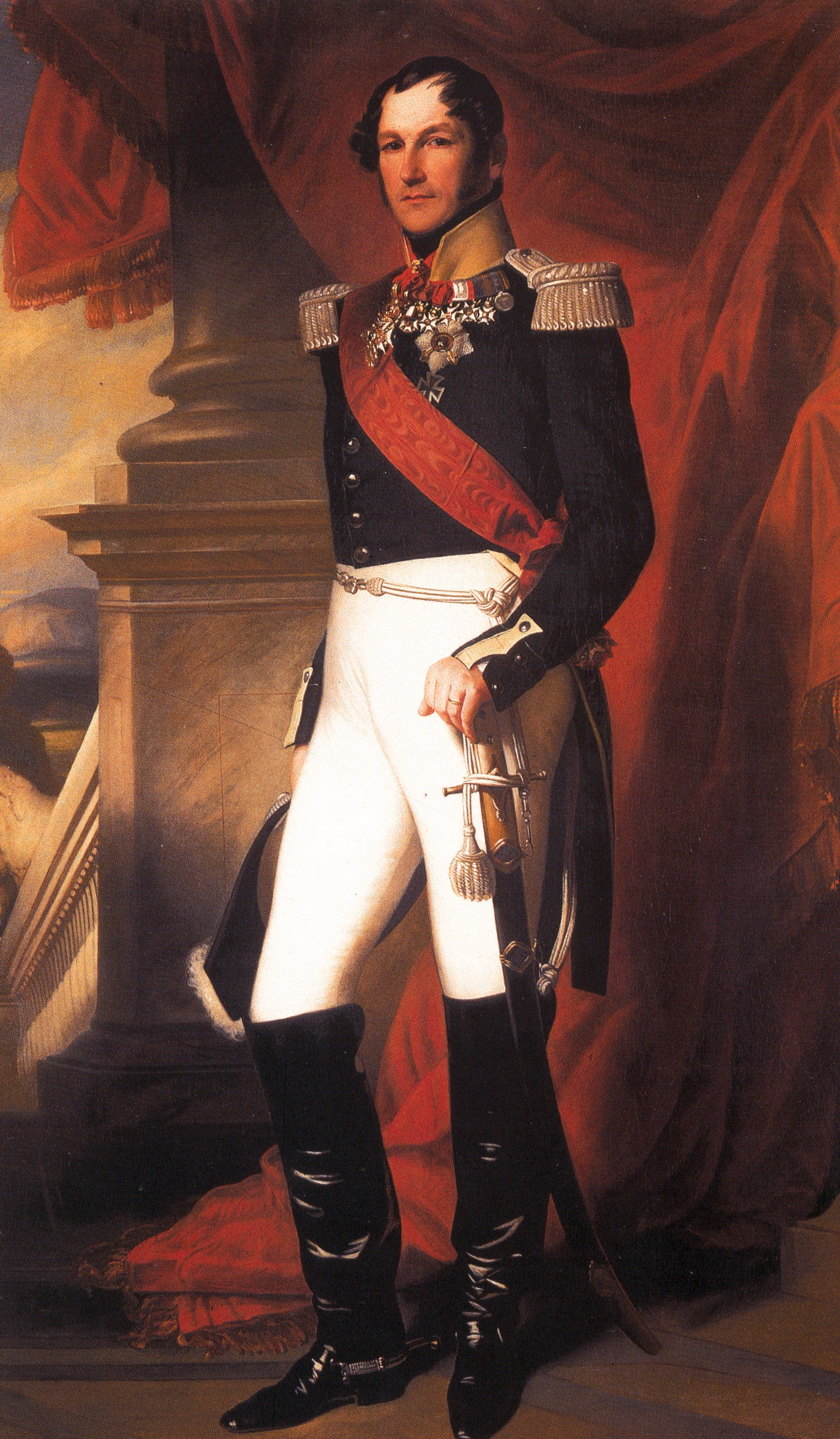
Leopold I, eerste Koning der Belgen

Franz Xaver Winterhalter (Menzenschwand, 20 april 1805 - Frankfurt am Main, 8 juli 1873) was een Duits portretschilder uit de 19e eeuw.
Winterhalter werd in Freiburg im Breisgau opgeleid tot lithograaf en studeerde in München aan de kunstacademie. Hij was hofschilder in Karlsruhe van 1828 tot 1834. Een groot deel van zijn carrière woonde hij in Parijs. Belangrijke werken van Winterhalter zijn Portret van Napoleon III (1855), Keizerin Eugénie omringd door haar hofdames en de portretten van keizerin Elisabeth.

## Hofschilder
Winterhalter was bijzonder populair aan het Franse hof. Louis-Philippe verspreidde deze smaak via zijn familie. Zo kon Winterhalter al gauw aan de slag in het Belgische hof en het Engelse hof. Door de vele familiecontacten werd Winterhalter populair aan verschillende Europese koninklijke en keizerlijke hoven. Opmerkelijk is dat er in de collecties van Noord-Europa bijna geen portretten van Winterhalter te vinden zijn.

## Franse hof

### Julimonarchie
In Parijs werd Winterhalter snel populair. Hij werd aangewezen als de hofschilder van Louis-Philippe, de toenmalig Franse koning, die hem de opdracht gaf om portretten te schilderen van zijn grote familie. Winterhalter heeft meer dan dertig portretten voor de Franse koning vervaardigd. Door dit succes kreeg hij de reputatie van een specialist op het gebied van dynastieke en aristocratische schilderkunst.
- Koning Lodewijk-Filips van Frankrijk
- Koningin Marie-Amélie van Frankrijk

### Tweede Franse Keizerrijk
Nadat Lodewijk Napoleon Bonaparte de Franse troon besteeg als keizer Napoleon III werd hij alleen nog maar populairder en groeide zijn aanzien. Vanaf dat moment, onder het Tweede Keizerrijk, werd Winterhalter hofschilder van de Franse keizerlijke familie. De Franse keizerin Eugénie werd Winterhalters favoriet, en hij werd rijkelijk beloond door haar. In 1856 schilderde Winterhalter zijn meesterwerk: Keizerin Eugénie samen met haar hofdames. Hij plaatste de Franse keizerin in een uiterst lieflijke positie waar ze bloemetjes verzamelen in een harmonieuze cirkel met haar hofdames. Het werk werd het meest beroemde werk van Winterhalter tot op de dag van vandaag. Het werk bleef in de keizerlijke collectie, prinses Clémentine van België beschrijft de inboedel van haar schoontante als een museum van Napoleonmemorabilia. Het werd later verkocht.
- Keizer Napoleon III van Frankrijk
- Keizerin Eugénie van Frankrijk

## Belgische Hof
Tijdens het Tweede Mexicaanse Keizerrijk in de jaren 60, was Maximiliaan I keizer van Mexico. Ook de Mexicaanse keizer was gecharmeerd door Winterhalters werk, en liet zich en zijn vrouw Charlotte schilderen door Winterhalter. Sommige van Winterthalers doeken van de Mexicaanse monarchen hangen nog steeds in het paleis van Mexico-Stad.
Charlotte, keizerin van Mexico, was de dochter van Louise-Marie van Orléans, eerste koningin der Belgen. Zij werd reeds verschillende malen als kind geschilderd door Franz. In de Belgische koninklijke collectie zijn er een 30-tal doeken van hem bewaard. 
- Koning Leopold I der Belgen
- Koningin Louise der Belgen
- Koningin Maria-Hendrika der Belgen

## Overige hoven
Winterhalter was een graag geziene gast, bij de koninklijke staatshoofden van Europa, zo ook bij Koningin Victoria. Winterhalter bezocht haar in 1842 in Engeland, en keerde meerdere malen terug naar Engeland om Victoria, Prins Albert en hun groeiende familie te portretteren, uiteindelijk heeft hij meer dan 120 schilderijen gemaakt voor het Britse hof. Winterhalter schilderde ook een paar portretten van de Engelse adel, meestal waren die adellijke personen ook bekend aan het hof. Het aftreden van koning Lodewijk-Filips in 1848, deed Winterhalter geen schade. Hij reisde naar Zwitserland en werkte in opdracht van Belgen en Engelsen.
In 1852 vertrok Winterhalter naar Spanje om koningin Isabella II te schilderen, en hij werkte ook voor de Portugese Koninklijke familie. Russische aristocraten kwamen naar Parijs, om ook door de beroemde meester te worden geportretteerd. Als de “Schilder van Prinsen”, was Winterhalter daarna steeds te vinden in Engeland (vanaf 1841), Spanje, België, Rusland, Mexico, de Duitse hoven en in Frankrijk. In de daarop volgende jaren was Winterhalter zeer gewild, en in 1856 ging hij naar Polen om daar de te schilderen voor de adel, en in 1857 te Oberbayern schilderde hij tsarina Maria Alexandrovna. In de loop van de jaren schilderde hij vele Russische personen, tot aan 1860.
Hij was een groot talent in het schilderen van damesportretten; aan menig hof was hij een graag geziene gast.
Bekende andere gekroonde hoofden die door hem geportretteerd zijn:
- Keizer Frans Jozef van Oostenrijk
- Keizerin Elisabeth van Oostenrijk
- Keizer Maximiliaan van Mexico
- Keizerin Charlotte van Mexico
- Keizerin Augusta van Duitsland, koningin van Pruisen
- Keizer Frederik III van Duitsland, koning van Pruisen
- Keizerin Victoria van Duitsland, koningin van Pruisen
- Tsarina Maria Alexandrovna
- Tsarina Alexandra Fjodorovna van Rusland
- koningin Olga van Württemberg
- koningin Sophie der Nederlanden
- Koningin Isabella II van Spanje
- Koningin Victoria van het Verenigd Koninkrijk
- Prins-gemaal Albert van het Verenigd Koninkrijk
- Koning Eduard VII van het Verenigd Koninkrijk

Tijdens een bezoek aan Frankfurt am Main in de zomer van 1873 liep Winterhalter buiktyfus op en stierf op 8 juli 1873. Hij werd achtenzestig jaar oud.

## Galerij

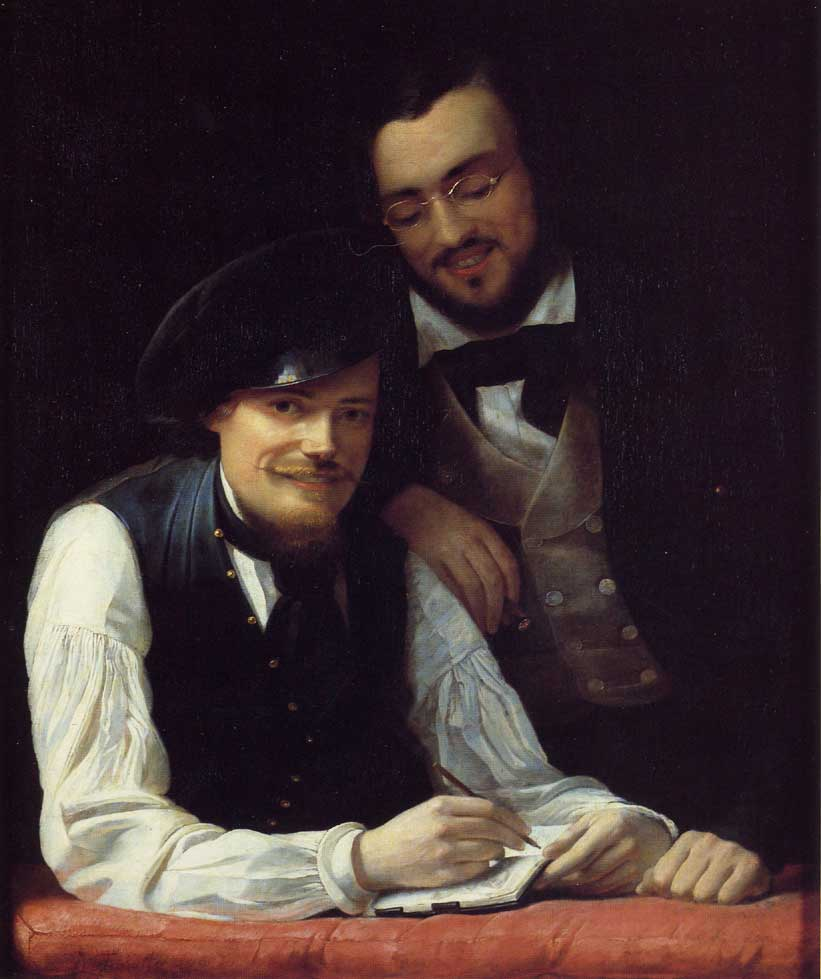
Zelfportret van Winterhalter met zijn broer in 1840
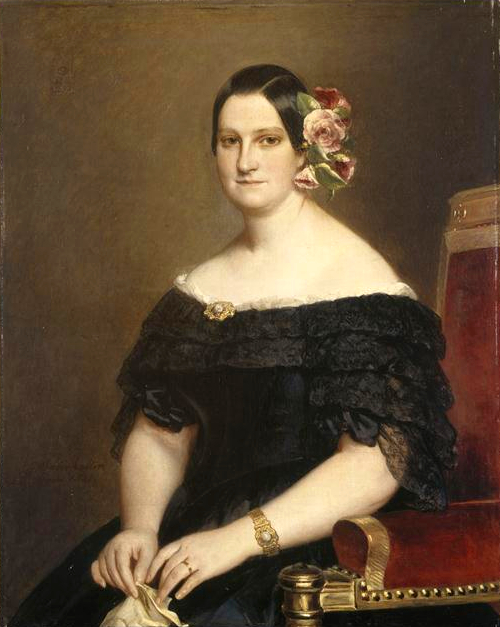
Maria Christina van Bourbon-Sicilië, Parijs, 1841
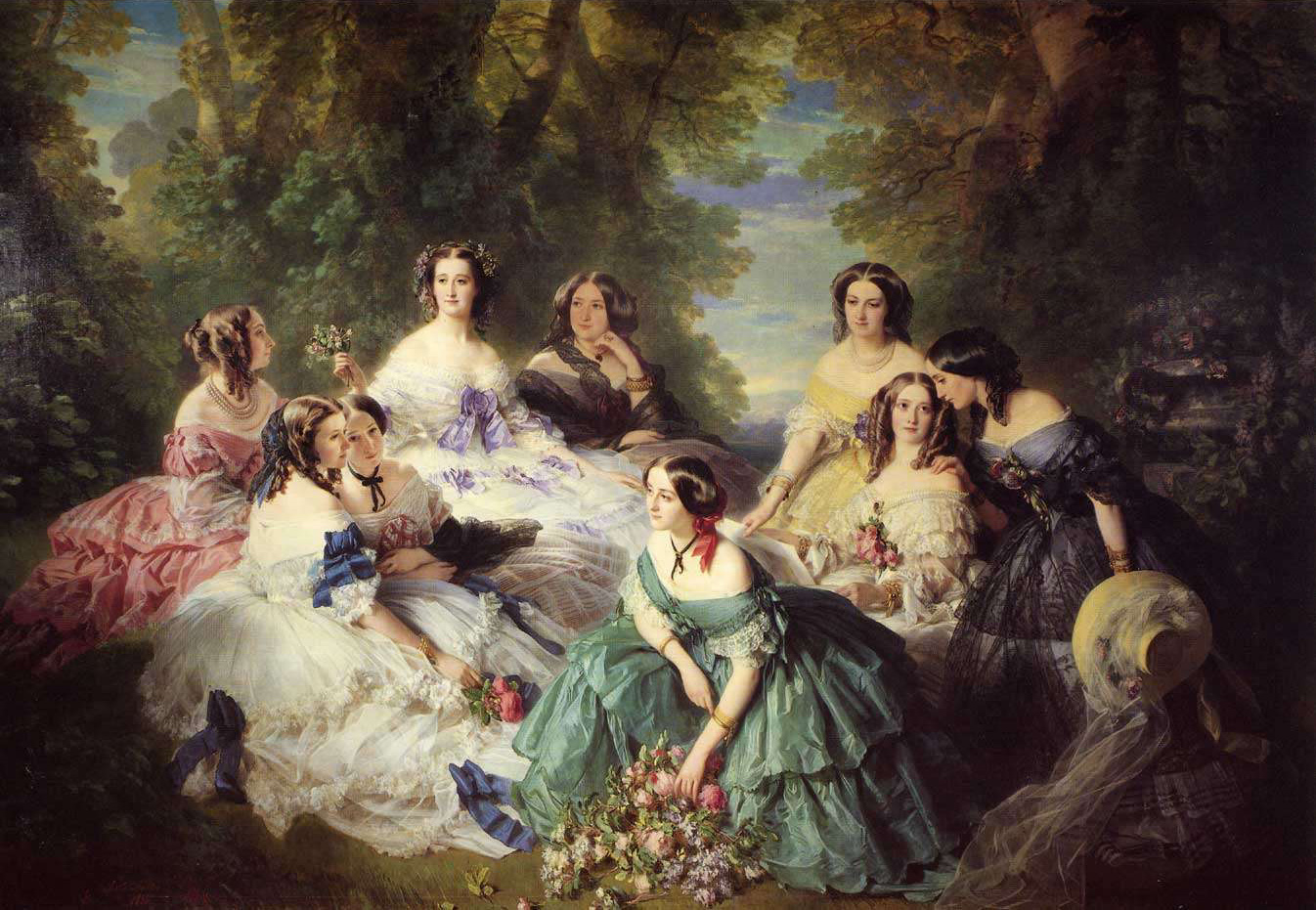
Keizerin Eugénie omringd door haar hofdames
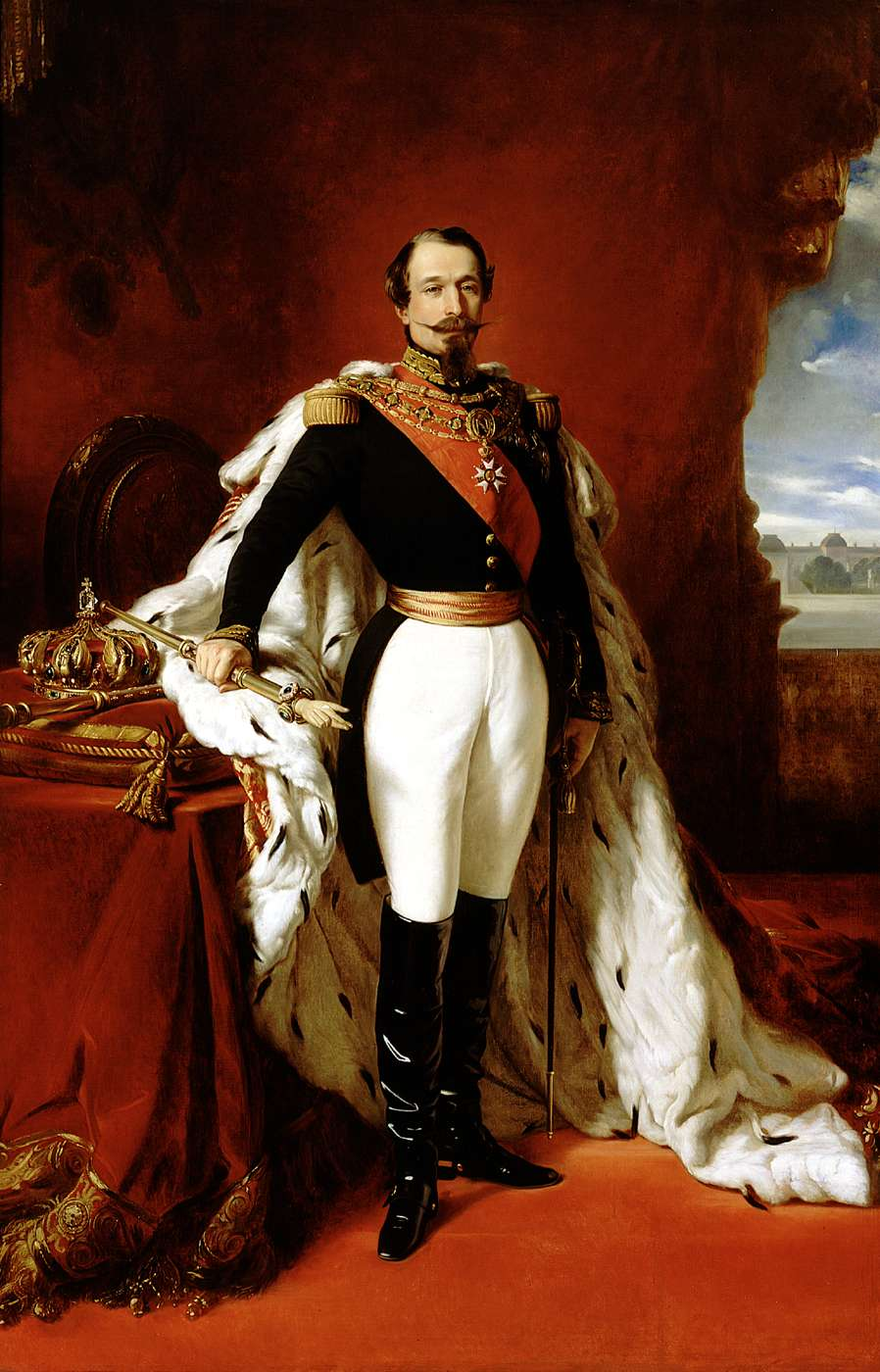
Portret van Napoleon III (1855)
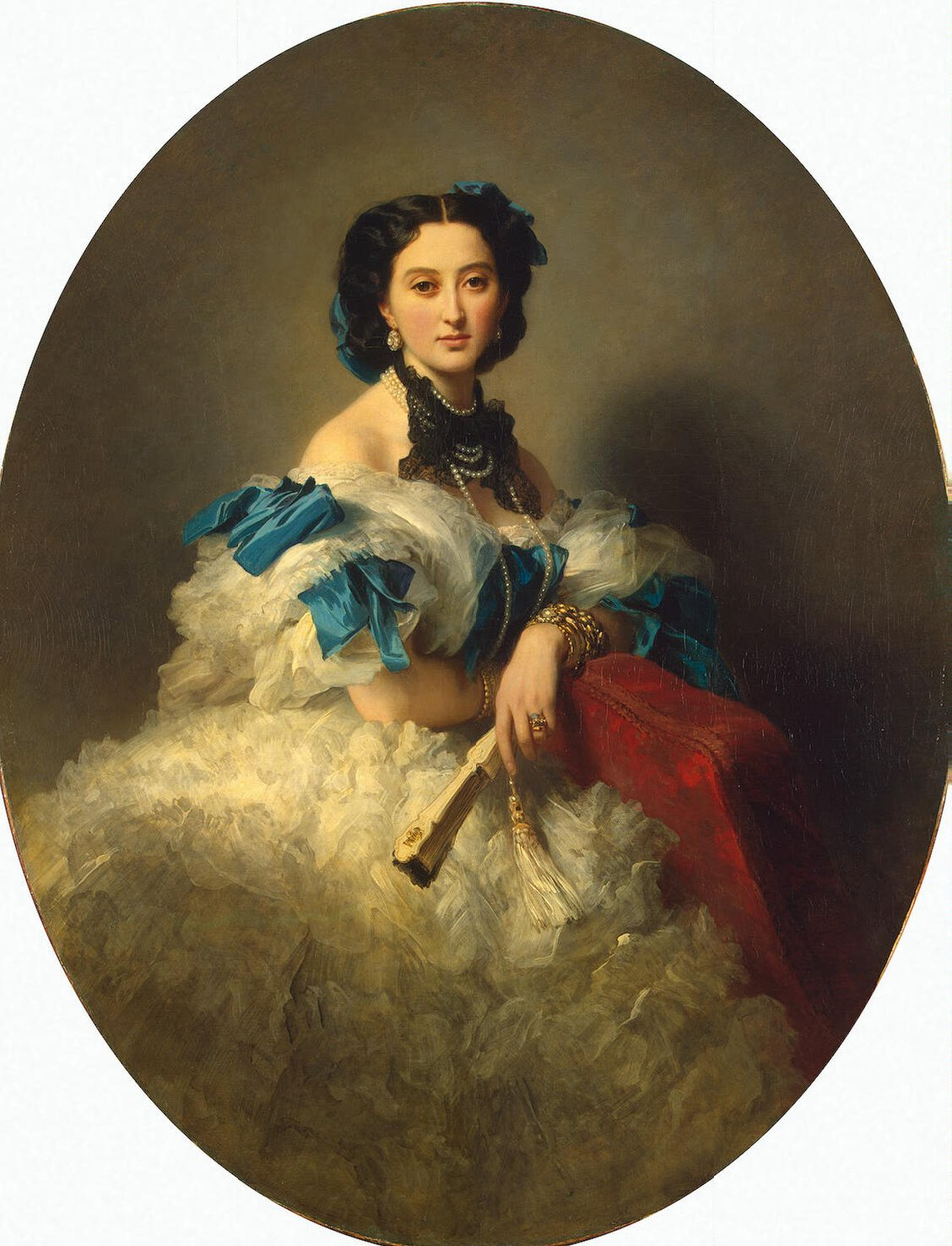
Gravin Varvara Alekseyevna Moesin-Poesjkin
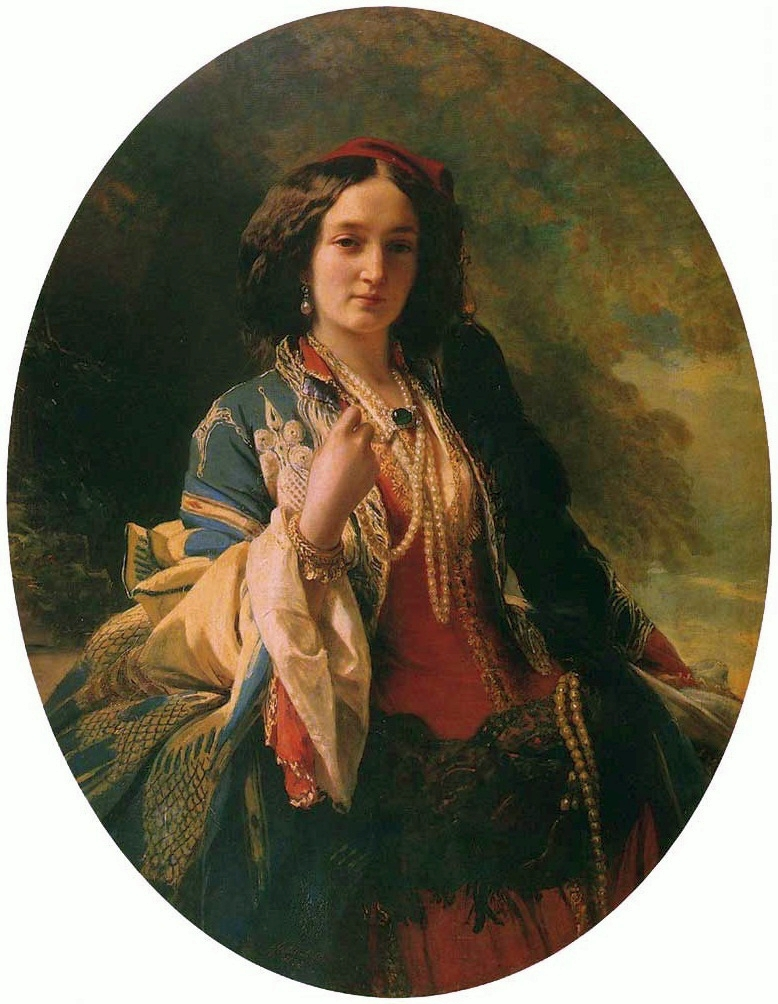
Portret van gravin Potocka (1854)
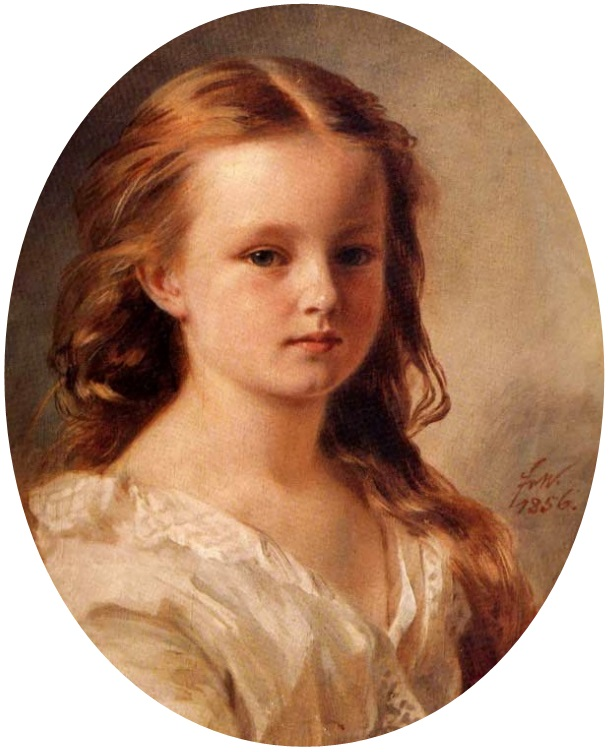
Portret van Roza Potocka (1856)
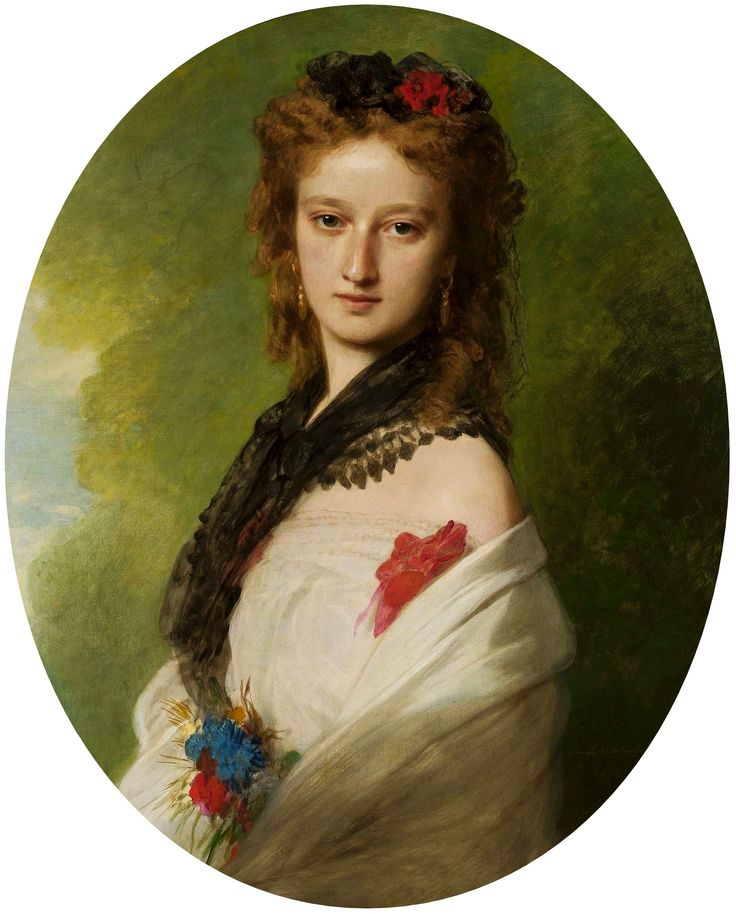
Portret van Zofia Potocka (1856)

- Biblioteca Nacional de España: XX1517657
- Bibliothèque nationale de France: cb12115921g (data)
- Catàleg d'autoritats de noms i títols de Catalunya: 981060961464206706
- CiNii: DA08276129
- Gemeinsame Normdatei: 118920588
- International Standard Name Identifier: 0000 0001 1621 1257
- KulturNav: fa39f178-323b-4409-bedd-2fff141cc623
- Library of Congress Control Number: nr88006766
- Nationale Bibliotheek van Letland: 000249453
- National Gallery of Victoria: 5636
- Nationale Bibliotheek van Tsjechië: xx0131206
- Nationale Bibliotheek van Israël: 987007339618405171
- Nationale Bibliotheek van Polen: a0000002229109
- Nationale en Universitaire bibliotheek Zagreb: 000236924
- Nederlandse Thesaurus van Auteursnamen: 070054754
- Réseau des bibliothèques de Suisse occidentale: 02-A003980452
- RKD-Nederlands Instituut voor Kunstgeschiedenis: 85018
- SNAC: w60c5bxr
- Système universitaire de documentation: 029558859
- Union List of Artist Names: 500007953
- Virtual International Authority File: 36949805
- WorldCat: E39PBJcgv9KJW7fjxVfHdGdfbd